# Stanisława
Stanisławaⓘ – staropolskie imię żeńskie, złożone z członu Stani- („stać, stać się, stanąć”) oraz członu -sława („sława”). Wywodzi się od słów oznaczających „stań się sławną”. Męskie odpowiedniki: Stanisław, Stasław, Tasław. W źródłach polskich poświadczone od XIII wieku.
Stanisława — staropolskie imię żeńskie, złożone z członu Stani- ("stać, stać się, stanąć") oraz członu -sława ("sława"). Wywodzi się od słów oznaczających "stań się sławną". Męskie odpowiedniki: Stanisław, Stasław, Tasław. W źródłach polskich poświadczone od XIII wieku.
Stanisława imieniny obchodzi:
- 5 maja, jako wspomnienie bł Stanisława Kazimierczyka
- 8 maja, jako wspomnienie Stanisława ze Szczepanowa (w innych krajach 11 kwietnia)
- 18 września, jako wspomnienie Stanisława Kostki (dawniej i w niektórych krajach obecnie 13 listopada)

Znane osoby noszące imię Stanisława:
- Stanisława Angel-Engelówna – polska aktorka 20-lecia międzywojennego
- Stanisława Celińska – aktorka
- Stanisława Fleszarowa-Muskat – powieściopisarka
- Stanisława Gierek – żona sekretarza Edwarda Gierka
- Stanisława Gierek-Ciaciura – polska okulistka, profesor medycyny
- Stanisława Komarowa – rosyjska pływaczka
- Stanisława Platówna – polska autorka utworów dla młodzieży
- Stanisława Perzanowska – polska aktorka, reżyser teatralny i pedagog
- Stanisława Przybyszewska – dramatopisarka
- Stanisława Ryster – prawniczka i prezenterka telewizyjna
- Stanisława Stanisławska-Majdrowicz – polska tancerka, choreograf i reżyser widowisk muzycznych
- Stanisława Tomczyk – polskie medium spirytystyczne
- Stanisława Walasiewicz – lekkoatletka
- Stanisława Zawadecka-Nussbaum – działaczka polityczna okresu PRL
- Soava Gallone (Stanisława Winawerówna) – gwiazda włoskiego kina niemego